# Cyanopterus steirastomae
Cyanopterus steirastomae är en stekelart som beskrevs av Henry Lorenz Viereck 1912. Cyanopterus steirastomae ingår i släktet Cyanopterus och familjen bracksteklar. Inga underarter finns listade i Catalogue of Life.